# Stathmopoda auriferella
Stathmopoda auriferella ist ein Schmetterling aus der Familie der Stathmopodidae.

## Merkmale
Die Falter erreichen eine Flügelspannweite von 9 bis 13 Millimeter. Kopf und Stirn (Frons) glänzen gelblich weiß, der Scheitel (Vertex) ist ockerfarben. Die Fühler sind gelblich weiß und haben manchmal undeutliche ockerfarbene Ringe. Thorax und Tegulae sind ockerfarben. Auf dem Thorax befindet sich dorsal ein breiter, brauner Längsstrich. Die Vorderflügel sind ockerfarben und haben einen glänzenden, gelblich weißen Strich an der Basis des Flügelinnenrandes. Ein kleiner, dunkelbrauner Kostalfleck befindet sich in der Nähe der Flügelbasis, gefolgt von einem dünnen braunen Strich auf dem Flügelvorderrand und der Kostalfalte. Vor der Flügelmitte befindet sich eine breite, dunkelbraune, leicht nach innen gebogene und sich medial verengende Binde. Der Subapikalbereich ist ockerfarben braun und in Richtung des Flügelinnenrandes dunkler. Die Fransenschuppen sind am Kostalrand ockerfarben braun und am Flügelinnenrand ockerfarben. Die Hinterflügel glänzen gelblich weiß, sie sind am Flügelinnenrand und an der Flügelspitze gelblich grau.

## Verbreitung
Stathmopoda auriferella ist in der Orientalis und der Afrotropis weit verbreitet. In der Paläarktis findet man die Art nur in Regionen mit subtropischem Klima wie dem Mittleren Osten und dem Fernen Osten Russlands.

## Biologie
Die Raupen leben in seidigen Gespinsten an verschiedenen Typen von verrottendem Pflanzenmaterial. Die Raupen wurden auch an lebenden Blüten, Samen und Trieben von Pflanzen gefunden, die durch andere Wirbellose verletzt wurden. Die Art ist ein Schädling mit geringer Bedeutung bei verschiedenen Kulturpflanzen. Dazu zählen unter anderem Kiwi (Actinidia sinensis), Mango (Mangifera), Orangen und Sorghumhirsen (Sorghum). Die Falter fliegen von Juni bis Dezember, es werden vermutlich zwei oder drei Generationen gebildet.

## Systematik
Aus der Literatur sind folgende Synonyme bekannt:
- Gelechia? auriferella Walker, 1864
- Stathmopoda diuisa Walsingham, 1891
- Stathmopoda ischnotis Meyrick, 1897
- Stathmopoda crocophanes Meyrick, 1897.
- Aeoloscelis theoris Meyrick, 1906
- Stathmopoda tharsalea Meyrick, 1914
- Stathmopoda adulatrix Meyrick, 1917
- Stathmopoda cirrhaspis Meyrick, 1922
- Chrysoclista basiflauella Matsumura, 1931